# Свети Николай Магалски
„Свети Николай Магалски“, още Мегалски или Икономски (на гръцки: Άγιος Νικόλαος Μαγαλειού, Μεγαλειού), е късносредновековна православна църква в град Костур (Кастория), Егейска Македония, Гърция. Храмът е част от Костурската епархия.

## Местоположение
Църквата е построена в махалата Икономос, на улица „Токас“. Традиционно храмът принадлежи към старата енория „Света Параскева Икономска“.

## История
На ктиторския портрет има надпис, който ги идентифицира като Актасис и майка му и посочва годината 1504/1505, която отбелязва само смъртта на ктитора. Според Милтиадис Гаридис първоначалното изписване на храма става в последната четвърт на ХV век, а около 20 години по-късно, след смъртта на ктитора Актасис, допълнително е добавен и ктиторският портрет. Майката на Актасис, според зле запазения надпис на ктиторския ѝ портрет, носи името Перислава (Περισλάβα) дъщеря на Йоан или Владислава (Βλαδισλάβα), дъщеря на Тома.
Според Цвета Кунева храмът е изписан в или около 1504/1505 година, за което освен датата, свидетелстват стилът и палеографията на паметника, ясно отличаващи се от по-ранните произведения на Костурската художествена школа.
В 1924 година църквата е обявена за паметник на културата.

## Архитектура
В архитектурно отношение е еднокорабна базилика с дървен покрив, като от трема, обикалящ я от север, запад и юг е оцеляла само западната част. На северната и източната стена във вътрешността има стенописи от 1505 година. Входът е от запад. Градежът е от ломени камъни и тухли с употреба на сантрачи.

## Стенописи

### XVΙ век
Стенописи са съхранени на източната, северната и на част от южната стена на храма. От първото изписване на църквата през XVΙ век е запазена живописта на по-голямата част от северната стена, както и патронното изображение на Свети Николай на южната стена. Датата 1505 е изписана под ктиторския портрет на северната стена:
| „ | ΕΚΗΜΗΘΗ Ο ΔΟΥΛΟC ΤΟΥ ΘΕΟΥ ΑΚΤΑΣΗC ΙΩC ΑΛΕΞΗ ΕΝ ΕΤΗ ζιγ' | “ |

Стенописите на северната стена са в три зони, като долната, в която са запазени в горната си половина прави фигури на ктитори и светци, е отделена с червена линия. Изображенията в двете горни зони са почти изцяло от Страстите Христови и композициите преливат една в друга. В най-високата зона са сцените Поругание Христово, Влизане в Йерусалим, Разпятие Христово и Жените мироносици на Гроба Господен. Следващата сцена – Слизане в ада, е изписана през XVII век, но се вижда и част от ранния слой, най-вероятно от същата композиция. Във втория пояс са сцените Пътят към Голгота с конницата на Пилат, Качване на Кръста, Сваляне от Кръста, Разкаянието и смъртта на Юда и Оплакване.
В първата зона от запад е ктиторският портрет на Актасис и неговата майка. Шапката на дарителя навлиза и в горния пояс. След ктиторския портрет са две двойки светци воини в благородническо облекло, обърнати един към друг и изобразени под рисувани арки: Свети Теодор Стратилат и Свети Теодор Тирон, и Свети Димитър и Свети Георги. Димитър и Георги носят характерните за творчеството на костурските зографи високи шапки. Пред иконостаса е композицията Дейсис с Христос Цар на царете и Богородица Царица - част от емблематичните сцени за Костурската школа от XV-XVI век.
Патронът Свети Николай е в голямо допоясно, изображение, подобно на икона, благославящ в ниша на южната стена пред иконостаса.

#### Идентификация на зографското ателие
Характеристиките на иконописната програма и иконографията на изображенията със сигурност сочат към зографи от Костурската школа от края на ХV – началото на XVI век. При стенописите от „Свети Николай Магалски“ обаче липсва аристократичният стил на костурските зографи от последната четвърт на XV век. Стилът на стенописите е определян от някои като примитив, а от други – като новаторски с влияния от италиански и готически произведения.
Съдейки по стила и по палеографските особености, дело на същото костурско ателие са фрагментарно запазените стенописи от църквата „Свети Тодор“ край Бобошево (началото на XVI век). В „Свети Тодор“ в Бобошево се наблюдава същото преливане на композициите една в друга (началото на XVI век).

### XVII век
Вторият живописен слой обхваща олтарното пространство – източната стена и източните части на северната и южната стени. Според Цвета Кунева стенописите датират от 60-те – началото на 70-те години на XVII век. Мелахрини Паисиду датира тези стенописи около 1654 - 1657 година. Късни зле запазени стенописи има и по западната фасада.

#### Идентификация на зографското ателие
Според Цвета Кунева стенописите най-вероятно са дело на местно ателие, работило по възстановяването на пет костурски църкви, сред които с най-близки стилово и иконографски са стенописите в „Свети Николай Кирицки“.